# Новоильинское городское поселение
Новоильинское городско́е поселе́ние — муниципальное образование в Нытвенском районе Пермского края Российской Федерации.
Административный центр — рабочий посёлок Новоильинский.

## История
Статус и границы городского поселения установлены Законом Пермской области от 10 ноября 2004 года № 1738-356 «Об утверждении границ и о наделении статусом муниципальных образований Нытвенского района Пермской области»

## Население
| 2010  | 2012  | 2013  | 2014  | 2015  | 2016  | 2017  |
| ----- | ----- | ----- | ----- | ----- | ----- | ----- |
| 3638  | ↘3520 | ↘3491 | ↗3525 | ↗3533 | ↗3553 | ↘3523 |
| 2018  | 2019  |       |       |       |       |       |
| ↘3455 | ↘3436 |       |       |       |       |       |

## Состав городского поселения
| № | Населённый пункт | Тип населённого пункта                  | Население |
| - | ---------------- | --------------------------------------- | --------- |
| 1 | Новоильинский    | рабочий посёлок, административный центр | ↘2927     |